# Odessa (City on the Black Sea)
Odessa (City on the Black Sea), укр. Одеса (місто на Чорному морі) — пісня британсько-австралійського поп-рок гурту Bee Gees, написана Баррі, Робіном та Морісом Гіббами у 1968 році та випущена на початку 1969 року. Пісня є першою в однойменному альбомі ’’Odessa’’. Її записували двічі. Перша версія пісні була без оркестру, пізніше з'явилася друга версія тривалістю 6:40. У музичному плані домінують струнні та акустична гітара.

## Слова
Пісня розповідає про британське судно Вероніка, яке безслідно зникло на День святого Валентина 14 лютого.
Далі мова йде про капітана, який втратив своє судно у  Балтійському морі та пливе на айсберзі до коханої дружини, що лишилася у місті  Галлі.
Одеса згадується лише в поетичних відчайдушних зверненнях капітана:
|  | Одесо, наскільки сильний я? Одесо, як плине час. Оригінальний текст (англ.) Odessa, how strong am I? Odessa, how time goes by. |